# Terminator (franchise)
Terminator är en science fiction-franchise bestående av en filmserie, en TV-serie, böcker och datorspel. I den första filmen kretsar handlingen kring ett framtida krig mellan den självmedvetna superdatorn Skynet, dess robotar och John Connors motståndsarmé. Skynet vet att en förlust ligger nära, och bygger därför en tidsmaskin för att skicka tillbaka en Terminator/T-800 (spelad av Arnold Schwarzenegger i de tre första filmerna) till år 1984, med målet att döda John Connors mor. Motståndsarmén hinner dock i sista sekund skicka tillbaka en av sina egna för att skydda Johns mamma. Terminator 2 och Terminator 3 fortsätter på samma tema. Arnold Schwarzeneggers figur återkom även i Terminator Salvation, men denna gång i digital form. Terminator: Genisys hade biopremiär under 2015. Den senaste filmen Terminator Dark Fate hade biopremiär 2019 och var den första filmen sedan Terminator 2 som Linda Hamilton (Sarah Connor) var med i.

## Rollfigurer
| Rollfigur       | Media                 | Media                    | Media                              | Media                                   | Media                                  | Media                 |
| Rollfigur       | Terminator            | Terminator 2 - Domedagen | Terminator 3: Rise of the Machines | Terminator: The Sarah Connor Chronicles | Terminator Salvation                   | Terminator: Genisys   |
| --------------- | --------------------- | ------------------------ | ---------------------------------- | --------------------------------------- | -------------------------------------- | --------------------- |
| The Terminator  | Arnold Schwarzenegger | Arnold Schwarzenegger    | Arnold Schwarzenegger              |                                         | Arnold Schwarzenegger/Roland Kickinger | Arnold Schwarzenegger |
| Kyle Reese      | Michael Biehn         | Michael Biehn            |                                    | Jonathan Jackson                        | Anton Yelchin                          | Jai Courtney          |
| Sarah Connor    | Linda Hamilton        | Linda Hamilton           |                                    | Lena Headey                             | Linda Hamilton (endast röst)           | Emilia Clarke         |
| Peter Silberman | Earl Boen             | Earl Boen                | Earl Boen                          | Bruce Davison                           |                                        |                       |
| John Connor     |                       | Edward Furlong           | Nick Stahl                         | Thomas Dekker                           | Christian Bale                         | Jason Clarke          |
| T-1000          |                       | Robert Patrick           |                                    | Shirley Manson                          |                                        |                       |
| Miles Dyson     |                       | Joe Morton               |                                    | Phil Morris                             |                                        |                       |
| Tarissa Dyson   |                       | S. Epatha Merkerson      |                                    | Charlayne Woodard                       |                                        |                       |
| Kate Brewster   |                       |                          | Claire Danes                       |                                         | Bryce Dallas Howard                    |                       |
| T-X             |                       |                          | Kristanna Loken                    |                                         |                                        |                       |
| Derek Reese     |                       |                          |                                    | Brian Austin Green                      |                                        |                       |
| Cameron         |                       |                          |                                    | Summer Glau                             |                                        |                       |

## Andra medier

### Böcker
- The Terminator av Shaun Hutson (1984)
- The Terminator av Randall Frakes (1991)
- Terminator 2: Judgment Day av Randall Frakes (1991)
  - T2 trilogy av S.M. Stirling
    - T2: Infiltrator (2002)
    - T2: Rising Storm (2003)
    - T2: The Future War (2004)

  - Terminator 2: The New John Connor Chronicles av Russell Blackford
    - Dark Futures (2002)
    - An Evil Hour (2003)
    - Times of Trouble (2003)

  - Terminator 2: Hour of the Wolf av Mark W. Tiedemann (2004)
- Terminator 3: Rise of the Machines romanisering av David Hagberg (2003)
  - T3: Terminator Dreams av Aaron Allston (2004)
  - T3: Terminator Hunt av Aaron Allston (2005)
- T-2: Judgment Day Book of the Film av Cameron/Wisher (1991)
- The Making of T-2: Judgment Day av Shay/Duncan (1991)
- Terminator 3: ROTM - Prima's Official Strategy Guide (2003)
- Terminator Salvation av Allan Dean Foster (2009)
- Terminator Salvation: From the Ashes av Timothy Zahn (2009)
- The Art of Terminator Salvation av Tara Bennett (2009)
- The Official Terminator Salvation Companion Guide av Tara Bennett (2009)

## Serier

### Now Comics

#### The Terminator (1988-1990)
1. (september 1988)
2. (oktober 1988)
3. If I Had A Rocket Launcher... (november 1988)
4. Amahiri (december 1988)
5. The Bee Stings (februari 1989)
6. Goin' Back To Miami (mars 1989)
7. Big Bad Wolf: A Dog Bites Man Story. (april 1989)
8. In the Belly of the Beast (maj 1989)
9. (juni 1989)
10. (juli 1989)
11. Factories (augusti 1989)
12. Night-Convoy (september 1989)
13. (oktober 1989)
14. Into the Deep Blue Sea (november 1989)
15. See Cuba and Die! (december 1989)
16. The Battle of Cuba (januari 1990)
17. Escape to Silver Dollar (februari 1990)

#### The Terminator: All My Futures Past (1990)
1. (augusti 1990)
2. (september 1990)

#### Terminator: The Burning Earth(1990)
1. (mars 1990)
2. (april 1990)
3. (maj 1990)
4. (juni 1990)
5. (juli 1990)

- TPB (mars 1990)

### Dark Horse Comics

#### The Terminator: Tempest (1990-1991)
1. Tempest Pt. 1 (augusti 1990)
2. Tempest Pt. 2 (september 1990)
3. Tempest Pt. 3 (oktober 1990)
4. Tempest Pt. 4 (november 1990)

- TPB Tempest (september 1991)
- HC Tempest (september 1991)

#### The Terminator: One Shot (1991)
1. (juli 1991)

#### The Terminator: Secondary Objectives (1991 / 1992)
1. (juli 1991)
2. (augusti 1991)
3. (september 1991)
4. (oktober 1991)

- TPB Secondary Objectives (mars 1992)

#### The Terminator: The Enemy Within (1991-1992)
1. (november 1991)
2. (december 1991)
3. (januari 1992)
4. (februari 1992)

- TPB The Enemy Within (november 1992)

#### The Terminator: Hunters and Killers (1992)
1. (mars 1992)
2. (april 1992)
3. (maj 1992)

- TPB Diamond Star System Exclusive (1992)

#### The Terminator: End Game (1992 / 1999)
1. (september 1992)
2. (oktober 1992)
3. (oktober 1992)

- TPB (januari 1999)

#### RoboCop vs. The Terminator(1992)
1. (september 1992)
  - (Platinum Edition) (september 1992)
2. (oktober 1992)
3. (november 1992)
4. (december 1992)

- TPB Robocop Vs. Terminator (1992)

#### The Terminator: Death Valley (1998)
- Special (januari 1998)

1. (februari 1998)
2. (mars 1998)
3. (april 1998)
4. (december 1998)

#### The Terminator: The Dark Years (1999)
1. (augusti 1999)
2. (oktober 1999)
3. (november 1999)
4. (december 1999)

#### Superman vs. The Terminator: Death to the Future(1999-2000)
1. (december 1999)
2. (januari 2000)
3. (februari 2000)
4. (mars 2000)

- TPB Death to the Future (november 2000)

#### Alien versus Predator versus The Terminator(2000)
1. (april 2000)
2. (maj 2000)
3. (juni 2000)
4. (juli 2000)

#### The Terminator: Omnibus (2008)
1. Vol. 01 (februari 2008)
2. Vol. 02 (mars 2008)

### Marvel Comics

#### Terminator 2: Judgment Day (1991)
1. Arrival Early (september 1991)
2. Escape Late (september 1991)
3. Departure (oktober 1991)

- TPB (1991)

### Norma Editorial

#### Terminator: objetivos secundarios (1992-1993)
1. (oktober 1992)
2. (november 1992)
3. (december 1992)
4. (januari 1993)

### Malibu Comics

#### Terminator 2: Cybernetic Dawn (1995-1996)
1. Lost & Found (november 1995)
2. Search Mode (december 1995)
3. Judgement Impaired (januari 1996)
4. Genesis & Revelations (februari 1996)

#### Terminator 2: Nuclear Twilight (1995-1996)
1. Warchild (november 1995)
2. Suicide Mission (december 1995)
3. Dead Men Walking (january 1996)
4. Father's Day (februari 1996)

#### Terminator 2: Nuclear Twilight/Cybernetic Dawn (1996)
- The Programming of Fate (april 1996)

### Beckett Comics

#### Terminator 3 (2003)
1. Before the Rise (juli 2003)
2. Before the Rise (augusti 2003)
3. Eyes of the Rise (september 2003)
4. Eyes of the Rise (oktober 2003)
5. Fragmented (december 2003)
6. Fragmented (december 2003)

### iBooks

#### Terminator 2: Judgment Day (2003)
- TPB The Graphic Novel (oktober 2003)

### Dynamite Entertainment

#### Terminator 2: Infinity(2007)
1. (juli 2007)
  - (Cover B: Stjepan Sejic) (juli 2007)
  - (Cover C: Nigel Raynor) (juli 2007)
2. (augusti 2007)
  - (Cover B: Stjepan Sejic) (augusti 2007)
  - (Cover C: Nigel Raynor) (augusti 2007)
3. (september 2007)
  - (Cover B: Stjepan Sejic) (september 2007)
  - (Cover C: Nigel Raynor) (september 2007)
4. (oktober 2007)
  - (Cover B) (oktober 2007)
  - (Cover C) (oktober 2007)
5. (november 2007)
  - (Cover B) (november 2007)
  - (Cover C) (november 2007)

- TPB vol. 01 (juli 2008)

#### Terminator 2 (2008)
1. Time To Kill, Episode Two of Four (januari 2008)
  - (Cover B: 50% Painkiller Jane Cover) (januari 2008)
2. Time To Kill, Episode Three of Four (mars 2008)
  - (Cover B) (mars 2008)

#### Terminator: Revolution (2009)
1. (january 2009)
2. (february 2009)
  - (Cover B) (februari 2009)
3. (february 2009)
4. (april 2009)

### IDW Publishing

#### Terminator: Salvation Movie Prequel (2009)
1. Sand in the Gears (februari 2009)
  - (Incentive Variant) (februari 2009)
2. Sand in the Gears, Part 2 (februari 2009)
  - (Retailer Incentive Variant Cover Edition) (mars 2009)
3. Sand in the Gears, Part 3 (mars 2009)
  - (Retailer Incentive Variant Cover Edition) (mars 2009)
4. Sand in the Gears, Part 4 (mars 2009)

#### Terminator: Salvation Movie Preview (adaptation 2009)
0. Movie Preview (april 2009)

## Datorspel
- The Terminator (1990/1991/1992/1993, Mega-CD, SNES, Game Boy, DOS, Mega Drive, Game Gear, NES)
- Terminator 2: Judgment Day (1991, Amiga, Atari ST, Commodore 64, DOS, Game Boy, Game Gear, Mega Drive, NES, Sega Master System, SNES, ZX Spectrum)
- Terminator - LCD Video Game (1991, Tiger Electronics)
- T2: The Arcade Game (1992, Arkad, Amiga, DOS, Game Boy, Genesis, Game Gear, Sega Master System, SNES)
- Terminator 2029 (1992, DOS)
- Terminator 2: Judgment Day - Chess Wars (1993, DOS)
- Robocop Versus The Terminator (1993, Game Boy, Game Gear, Genesis, Sega Master System, SNES)
- The Terminator: Rampage (1993, DOS)
- Terminator: Future Shock (1995, DOS)
- Terminator: SkyNET (1996, DOS)
- The Terminator Collectible Card Game (2000, samlarkortspel producerat av Precedence Entertainment)
- The Terminator: Dawn of Fate (2002, Playstation 2, Xbox)
- Terminator 3: War of the Machines (2003, Windows)
- Terminator 3: Rise of the Machines (2003, Playstation 2, Xbox, Game Boy Advance, Mobiltelefon)
- Terminator 3: The Redemption (2004, Nintendo GameCube, Playstation 2, Xbox)
- The Terminator (2003 års spel för mobiltelefoner)
- The Terminator: I'm Back! (2004 års uppföljare till mobiltelefoner)
- Terminator Salvation (2009, Playstation 3, PC, Xbox 360, IOS)
- Terminator: Resistance (2019, Playstation 4, Xbox One, PC)